# سركمره (مقاطعة دلفان)
سركمره (بالفارسية: سرکمره) هي قرية تقع في قسم كاكاوند الغربي الريفي (مقاطعة دلفان) في إيران. يقدر عدد سكانها بـ 22 نسمة بحسب إحصاء 2016.